# Leytron
Leytron (leytronain : Laïtron) est une commune suisse du canton du Valais, située dans le district de Martigny.

## Géographie
La commune est située sur la rive droite du Rhône, entre la Losentse et la Salentse, au centre de la plaine qui s'étend de Martigny à Sion, à 4 km au nord-ouest de Riddes.
D'une superficie de 26,85 km2, elle comprend six hameaux, à savoir Leytron-Plan, Produit, Montagnon, Les Places, Dugny et Le Four, situés entre 497 et 1 041 m d'altitude, et la localité d'Ovronnaz, située à 1 350 m.
Le captage des eaux de la Salentse en 1907, le pompage électrique (1921) et  l'irrigation (1956) ont amélioré la situation de la commune, autrefois marécageuse. 

## Toponymie
Le nom de la commune pourrait être dérivé du substantif latin lactarius (le laitier ou crémier) et signifierait propriété ou domaine du crémier Lactarius. L'ellipse du premier substantif est usuelle dans les toponymes romains de Suisse romande. La première occurrence écrite du toponyme date de 1219, sous la forme de Leitrun. Dans la variété locale du francoprovençal, il est dénommé Laïtron.
Le village de Leytron est aussi appelé « village de l'humagne » depuis le début du xxie siècle à titre promotionnel en raison de la grande concentration de cépage sur la commune,.

## Histoire

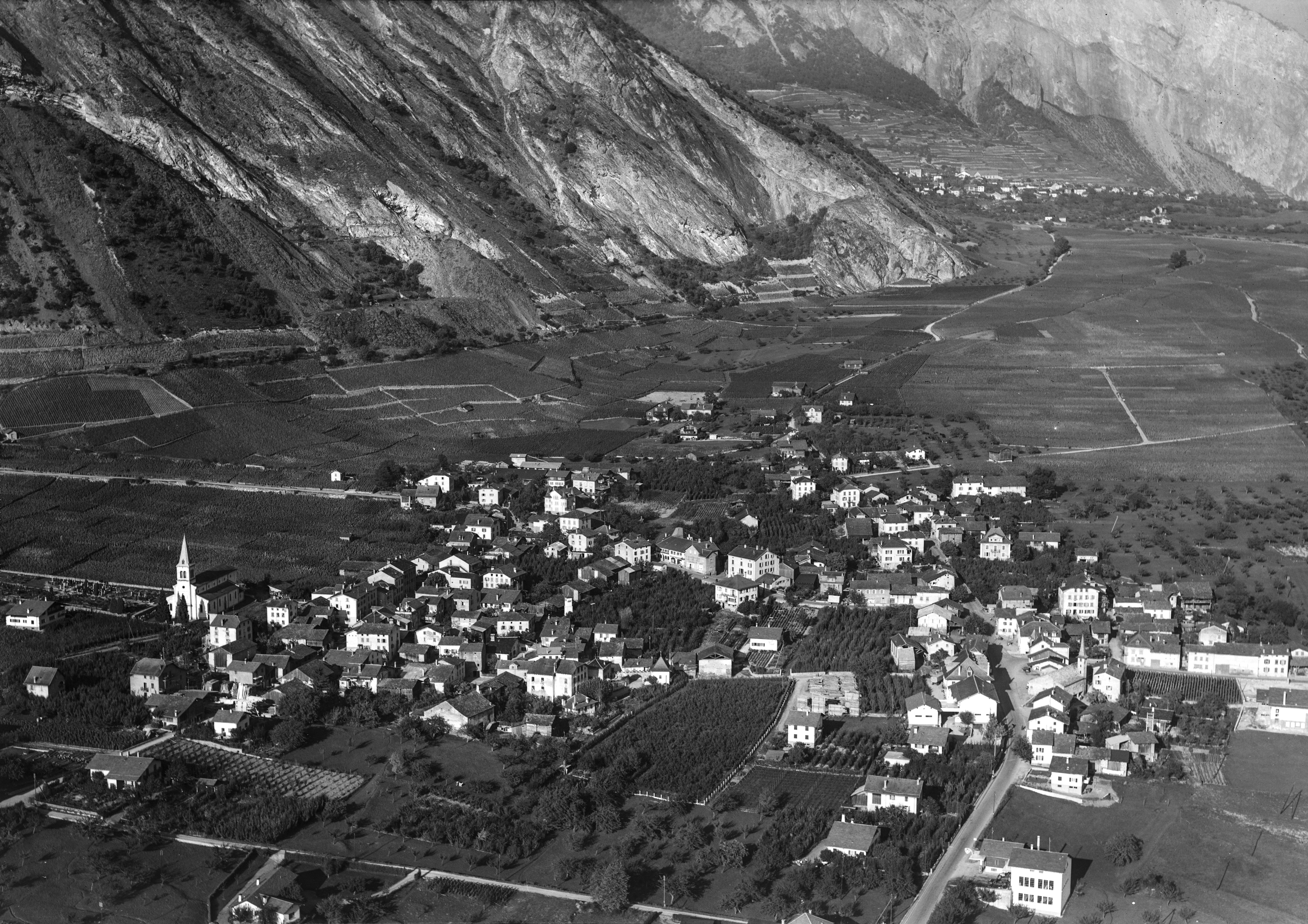
Photo aérienne historique de Werner Friedli de 1955.

Attestée en 1315, la commune a été constituée en 1820, année où elle est séparée de Saillon. 
Leytron relève au Moyen Âge de la châtellenie et bannière de Saillon. Elle est un alleu du comte Ulrich Ier de Lenzbourg à partir de 1033, puis seigneurie épiscopale après cession à son neveu Aymon de Savoie, évêque de Sion. Elle est possession savoyarde de 1130 à 1475, puis haut-valaisanne jusqu'en 1798. 
La commune a souffert de nombreux dommages au XVIe s. (débordements du Rhône, de la Salentse et de la Losentse, incendie en 1550, éboulements de l'Ardève en 1570).

## Population et société

### Gentilé et surnom
Les habitants de la commune se nomment les Leytronains ou Leytronnins (fém. : Leytronnindzes).
Ils sont surnommés les Goitreux.

### Démographie

#### Évolution de la population
La commune compte 3 357 habitants au 31 décembre 2023 pour une densité de population de 125 hab/km2. Sur la période 2010-2023, sa population a augmenté de 24,2 % (canton : 17,0 % ; Suisse : 9,4 %).  

#### Pyramide des âges
En 2023, le taux de personnes de moins de 30 ans s'élève à 26,8 %, au-dessous de la valeur cantonale (31 %). Le taux de personnes de plus de 60 ans est quant à lui de 33,8 %, alors qu'il est de 27,5 % au niveau cantonal.
La même année, la commune compte 1 660 hommes pour 1 697 femmes, soit un taux de 49,4 % d'hommes, inférieur à celui du canton (49,9 %).
| Hommes | Classe d’âge | Femmes |
| ------ | ------------ | ------ |
| 0,8    | 90 ans ou +  | 1,2    |
| 11,7   | 75 à 89 ans  | 13,1   |
| 20,0   | 60 à 74 ans  | 20,7   |
| 21,3   | 45 à 59 ans  | 20,6   |
| 18,0   | 30 à 44 ans  | 19,1   |
| 14,2   | 15 à 29 ans  | 12,5   |
| 14,0   | - de 14 ans  | 12,8   |

| Hommes | Classe d’âge | Femmes |
| ------ | ------------ | ------ |
| 0,6    | 90 ans ou +  | 1,3    |
| 8,0    | 75 à 89 ans  | 10,1   |
| 17,1   | 60 à 74 ans  | 17,9   |
| 21,0   | 45 à 59 ans  | 20,7   |
| 21,3   | 30 à 44 ans  | 20,1   |
| 17,3   | 15 à 29 ans  | 16,0   |
| 14,7   | - de 14 ans  | 14,0   |

## Économie
Longtemps centrée sur la culture de la vigne et des céréales, l'élevage, l'industrie laitière et l'exploitation du bois (scieries) et de carrières d'ardoise, l'économie locale vit au début du XXIe s. surtout de son vignoble (le septième du Valais, avec plus 268 ha de vignes[réf. nécessaire]), d'artisanat (horlogerie, bois, pierre) et du tourisme (station d'été et d'hiver d'Ovronnaz).

## Culture et patrimoine

### Variété linguistique
La localité abrite des locuteurs du leytronain, le « patois » local, variété du francoprovençal valaisan. Un lexique en est paru en 1992 et une association, Li Brindèyeü dè Laïtron (« Les Porteurs de brante de Leytron ») fondée en 1993, cherche à le revitaliser autour d'événements locaux.

### Personnalité liée à la commune
- Claude Luisier, fromager suisse, est né à Leytron en 1955 et y possède ses caves à fromage[14],[15],[16].

### Héraldique
| Blason | Blasonnement : « De sinople au pal d'or chargé de quatre chevrons de sable, cantonné en chef de deux étoiles du second. » |

Les armoiries de Leytron sont officialisées en 1940. Les chevrons symbolisent les villages de la commune à la façon d'une échelle, de la plaine à  la montagne. Ils font également référence aux armes de la famille de Monthey.

### Fonds d'archives
- Fonds : Leytron, Commune (1264-20e siècle) [18,65 mètres].  Cote : CH AEV, AC Leytron. Sion : Archives de l'État du Valais (présentation en ligne).
- Fonds : Leytron, Paroisse (1694-1846) [0,12 mètre].  Cote : CH AEV, AP Leytron. Sion : Archives de l'État du Valais (présentation en ligne).